# Heilige-Familiekerk (Kaliningrad)
De Heilige-Familiekerk (Duits: Kirche "Zur heiligen Familie", Russisch: Кирха Святого Семейства, Kircha Svjatogo Semejstva) is een voormalige katholieke kerk in de Russische stad Kaliningrad (voormalige Duitse Koningsbergen). Het gebouw behoort aan de Filharmonie van Kaliningrad en wordt gebruikt als een concertzaal voor klassieke- en orgelmuziek. De kerk bevindt zich in de Bogdana Chmelnitskogo-straat, in het historische stadsdeel Haberberg. 
De neogotische kerk werd gebouwd in 1907 voor de katholieke gemeenschap van Koningsbergen. Het ontwerp was van de hand van een Koningsbergse architect Friedrich Heitmann. Tijdens de Tweede Wereldoorlog liep het gebouw betrekkelijk weinig schade op, maar na de oorlog werd het jarenlang verwaarloosd. Pas in de jaren 1970 werd het in de hoedanigheid van een concertgebouw hersteld. De voormalige kerk werd eveneens van een nieuw orgel voorzien, waarmee de Filarmonie van Kalinigrad de beschikking kreeg over dit voor Rusland redelijk zeldzame instrument.
In 2010 werd deze kerk, samen met vele andere voormalige Duitse kerken van Oblast Kaliningrad, overgedragen aan de Russisch-Orthodoxe Kerk. Deze overdracht geschiedde overeenkomstig een nieuwe Russische wet, volgens welke de Russisch-Orthodoxe kerk  kerkelijk bezit, dat na de Russische Revolutie onteigend werd, terug in haar eigendom kreeg (Federale wet № 327-F3, goedgekeurd door Doema op 19 november 2010, getekend door president op 30 november 2010). Ondanks de bijzondere historische achtergrond in de Oblast Kaliningrad werd er geen speciale regeling voor deze regio getroffen. De Russisch-Orthodoxe kerk belooft, dat de huidige gebruiker (dat wil zeggen Filarmonie van Kaliningrad) van dit gebouw gebruik zal blijven mogen maken.